# Alburnus alburnus
El alburno (Alburnus alburnus) es un pez de aguas continentales, de la familia de los ciprínidos. Nativo de Europa, es frecuente en los arroyos y ríos de las regiones templadas, y en las inmediaciones de las desembocaduras; alcanza los 25 centímetros de longitud a la madurez, y puede vivir hasta 6 años. Se alimenta de moluscos, pequeños crustáceos y gusanos.
En la península ibérica se ha introducido de forma ilegal como pez pasto para mantener otras especies exóticas invasoras predadoras, en especial el blackbass y el lucio. Las consecuencias de estas introducciones son nefastas para la ictiofauna autóctona ibérica.

## Carácter invasor en España
Debido a su potencial colonizador y constituir una amenaza grave para las especies autóctonas, los hábitats o los ecosistemas, esta especie ha sido incluida en el Catálogo Español de Especies Exóticas Invasoras, regulado por el Real Decreto 630/2013, de 2 de agosto, estando prohibida en España su introducción en el medio natural, posesión, transporte, tráfico y comercio.